# Asafa Powell
Asafa Powell (Spanish Town, 23 de Novembro de 1982) é um velocista da Jamaica, ex-recordista mundial dos 100 metros rasos e campeão olímpico no Rio 2016 como integrante do revezamento 4X100 metros jamaicano.

## Recorde
Mesmo antes de se tornar o homem mais rápido em 2007, Powell já havia sido confirmado pela Associação Internacional de Federações de Atletismo como o melhor atleta da temporada e novo líder do ranking mundial.
Seu primeiro recorde mundial, 9s74, foi obtido no Grande Prêmio de Rieti, Itália, em 9 de setembro de 2007. O recorde anterior de Powell, que baixou em um centésimo de segundo a marca do norte-americano Tim Montgomery, foi validado, pois foi alcançado com um vento de 1,60 m/s a favor. Powell conseguiu igualar a marca em mais duas ocasiões: em 11 de junho de 2006 e em 18 de agosto de 2006.
Depois que o também jamaicano Usain Bolt quebrou o recorde mundial dos 100m rasos no Mundial de Berlin de 2009, fazendo a prova em 9s58, Powell admitiu que Bolt era um "ser de outro planeta" e havia "levado o esporte a outro nível", por ter corrido tão rápido.
Foi campeão mundial em Pequim 2015, integrando o revezamento 4x100 m jamaicano.
Na Rio 2016 ganhou a medalha de ouro olímpica, integrando o revezamento 4x100 m jamaicano que venceu a prova em 37.27, melhor tempo do ano e então a quarta melhor marca de todos os tempos.

## Dopagem
Em 14 de julho de 2013 o atleta admitiu que foi detectado em seu exame antidopagem o uso de substância proibida no esporte oxilofrina. Em abril de 2014, foi suspenso por 18 meses das competições pelo Comitê Antidoping jamaicano. A punição é retroativa a 20 de junho de 2013, quando a coleta da amostra foi feita. Asafa foi suspenso até dezembro de 2014, mas apelou ao Tribunal Arbitral do Esporte, assim como a velocista Sherone Simpson, também da Jamaica e também campeã olímpica, suspensa como ele pelas mesmas causas e pelo mesmo tempo, já que alegava que a ingestão de oxilofrina foi involuntária. Após a apelação, tanto ele quanto Sherone tiveram a suspensão reduzida para seis meses.
Com a punição aplicada a seu companheiro Nesta Carter em 25 de janeiro de 2017, após a reanálise de seu exame antidoping acusar o uso da substância proibida dimetilamilamina, acabou desclassificado junto com a equipe jamaicana do revezamento 4x100 metros e perdeu a medalha de ouro obtida nos Jogos Olímpicos de Pequim.